# Світець

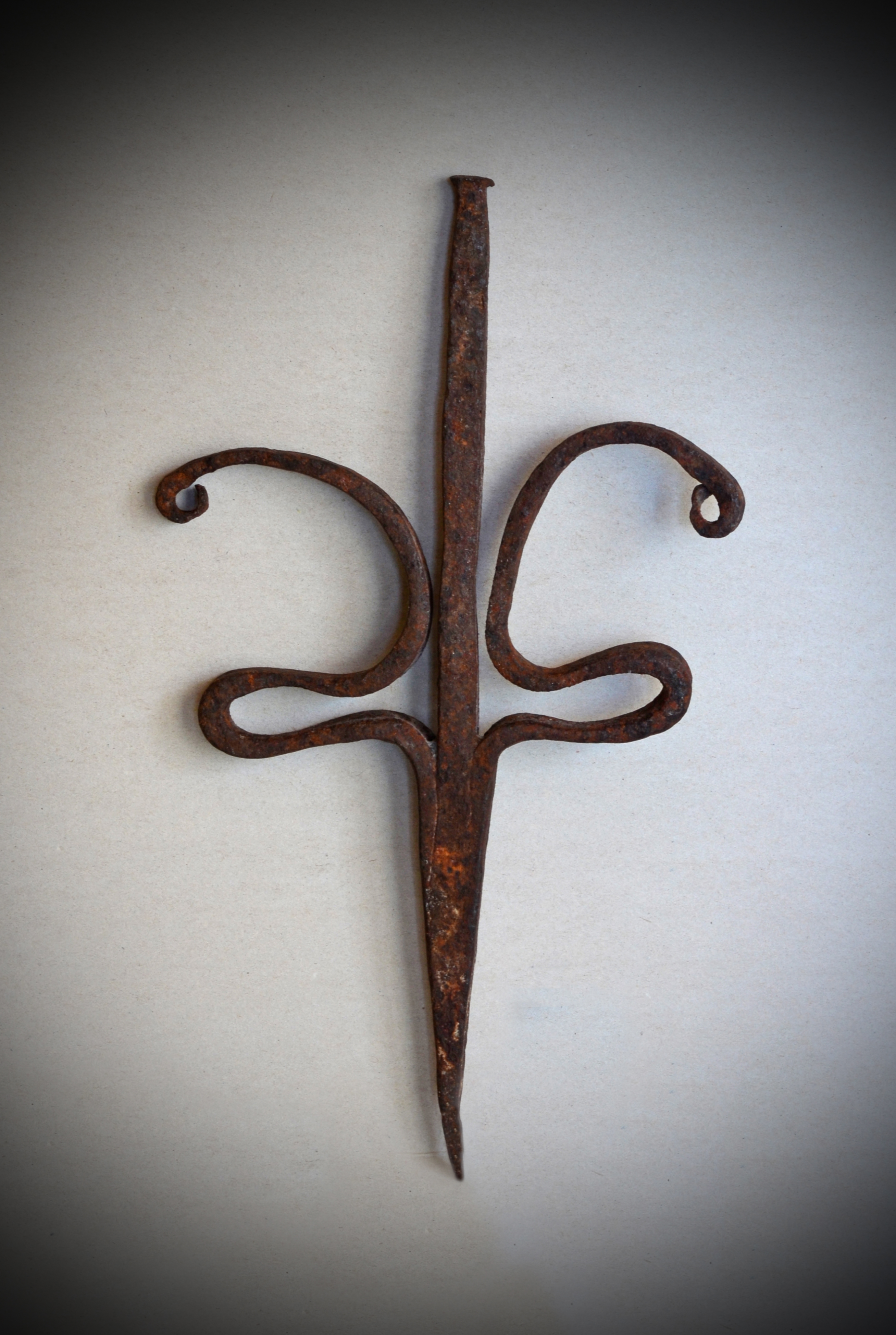
Вилка світця з двома ріжками-затискачами. Вологодська область, XVII—XVIII ст.

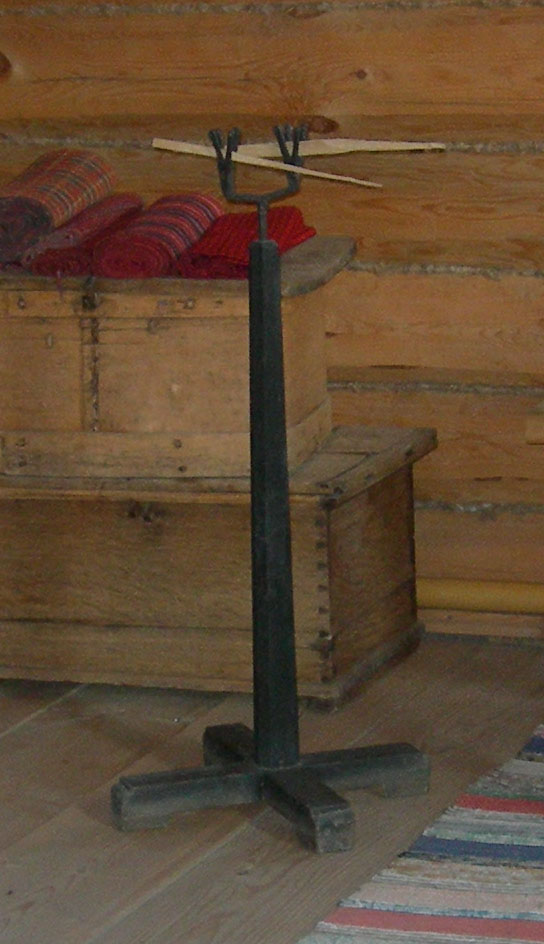
Підлоговий світець

Світе́ць — старовинний пристрій для освітлення, що має вигляд підставки, в яку вставлялася скіпка. Використовувався до поширення гасового і електричного освітлення.
Конструкція світця могла бути різною. Одна з них описується таким чином: масивна кругла чи кубічна основа із закріпленим на ній стовпчиком. На вершину стовпчика встановлюється короткий залізний чотиригранний прут, розсічений з одного кінця на чотири пальці, між якими і вкладалась скіпа. Були й більш примхливі форми ріжків-затискачів: ковалі перетворювали їх у справжні витвори мистецтва. Стопчики також могли прикрашати різьбою. На одному стопчику могли кріпитися два і більше затискачів, що уможливлювало використовувати кілька скіпок водночас, освітлюючи обширні приміщення.
Більшість світців встановлювалися на підлогу, стовпчик у них був досить довгим. Для запобігання пожежі стопчик із затискачем кріпили на вузькому кінці спеціального дерев'яного коритця на дерев'яних ніжках. Скіпку вставляли в затискач таким чином, щоб вона розташовувалася по іншу сторону коритця, куди засипали пісок, золу чи наливали воду.
Окрім підлогових, існували також настільні, пристінні і підвісні світці. Настільний світець складався і із затискача для скіпки, закріпленого на підставці. Використовували його як звичайний свічник. Пристінний світець (своєрідний аналог сучасних бра) мав вигляд закріпленого на стіні бруска чи загостреного залізного прута з Т-подібним затискачем на кінці. Підвісний світець являв собою затискач для скіпи з гачком у верхній частині, яким він підвішувався на кільце в стелі чи в полиці над столом.
Деякі світці мали пристрій регулювання висоти скіпи. Для цього в його основі замість однієї стійки встановлювали 2, з'єднані вгорі і посередині вертикальними перекладинами з щілиноподібними отворами, крізь які пропускалась пересувна дерев'яна стійка з наскрізними отворами і із затискачем на верхньому кінці. За допомогою цвяха, вставляного в отвори, затискач фіксувався на потрібній висоті. Конструкція аналогічна за принципом регульованій кужбі.